# SMS Blücher
SMS Blücher byl poslední pancéřový křižník Kaiserliche Marine. Byl postaven v letech 1907–1909 státní loděnicí v Kielu. Blücher byl jakýmsi mezistupněm mezi pancéřovým a bitevním křižníkem. Jeho stavba byla reakcí na informace o stavbě britských bitevních křižníků třídy Invincible. Tyto informace však byly neúplné a Blücher se proto nestal ekvivalentem britských lodí, nýbrž byl výrazně menší a hůře vyzbrojený (nesl pouze 210mm děla oproti britským ráže 305 mm).

## Stavba

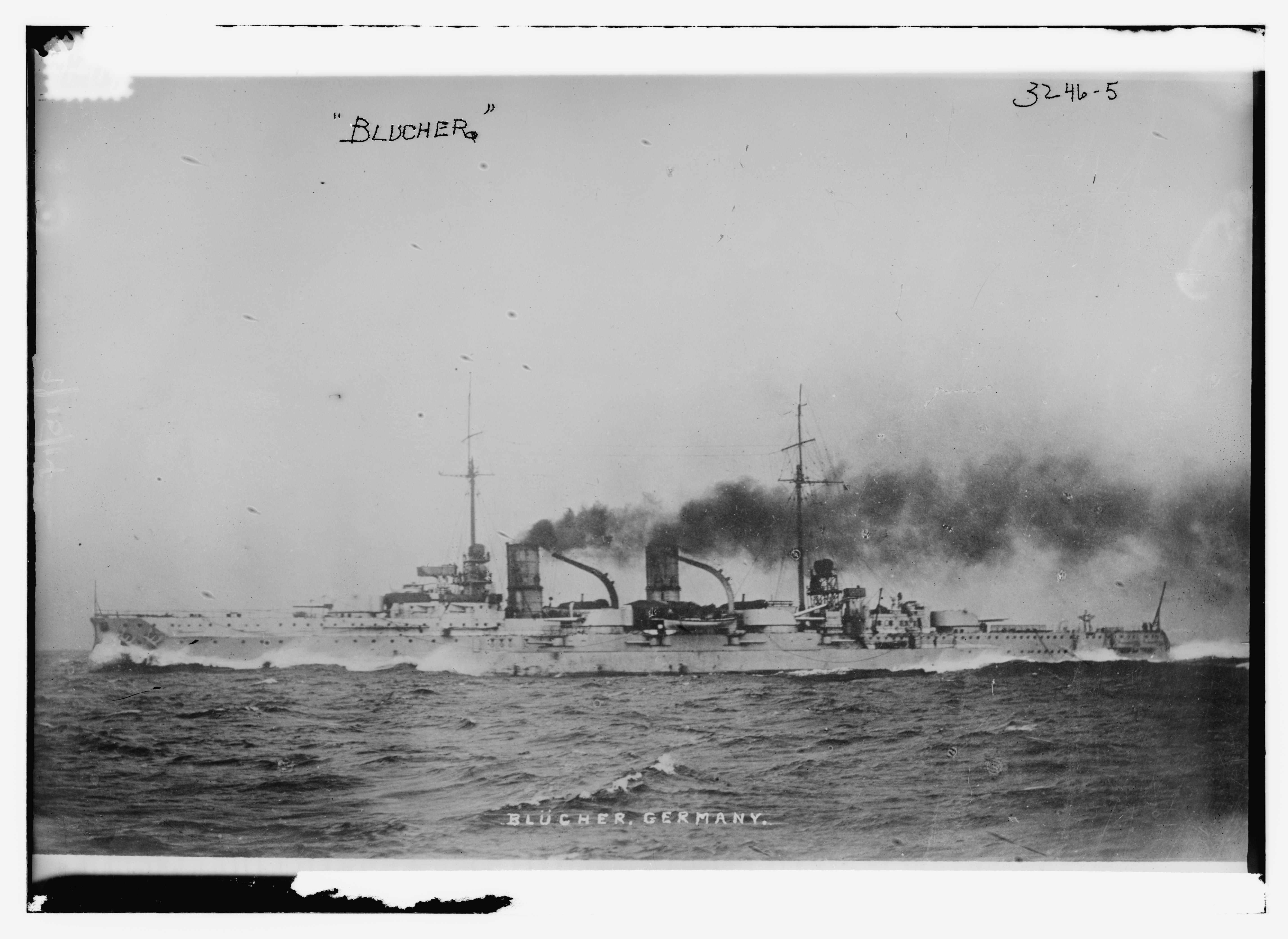
Blücher

Křižník postavila německá loděnice Kaiserliche Werft Kiel v Kielu. Jeho stavba byla zahájena roku 1907, roku 1908 byl spuštěn na vodu a roku 1909 přijat do služby.

## Konstrukce
Hlavní výzbroj lodi tvořilo dvanáct 210mm kanónů v šesti dvoudělových věžích. Loď nesla po jedné věži na přídi a zádi a po dvou na každém boku. Sekundární ráži představovalo osm 150mm kanónů v kasematách a Blücher dále nesl šestnáct 88mm kanónů a čtyři 450mm torpédomety. Boční pancéřový pás lodi měl sílu až 180 mm. Pancéřová paluba měla sílu 50 mm, dělové věže 200 mm a velitelská věž 200 mm.

## Osudy

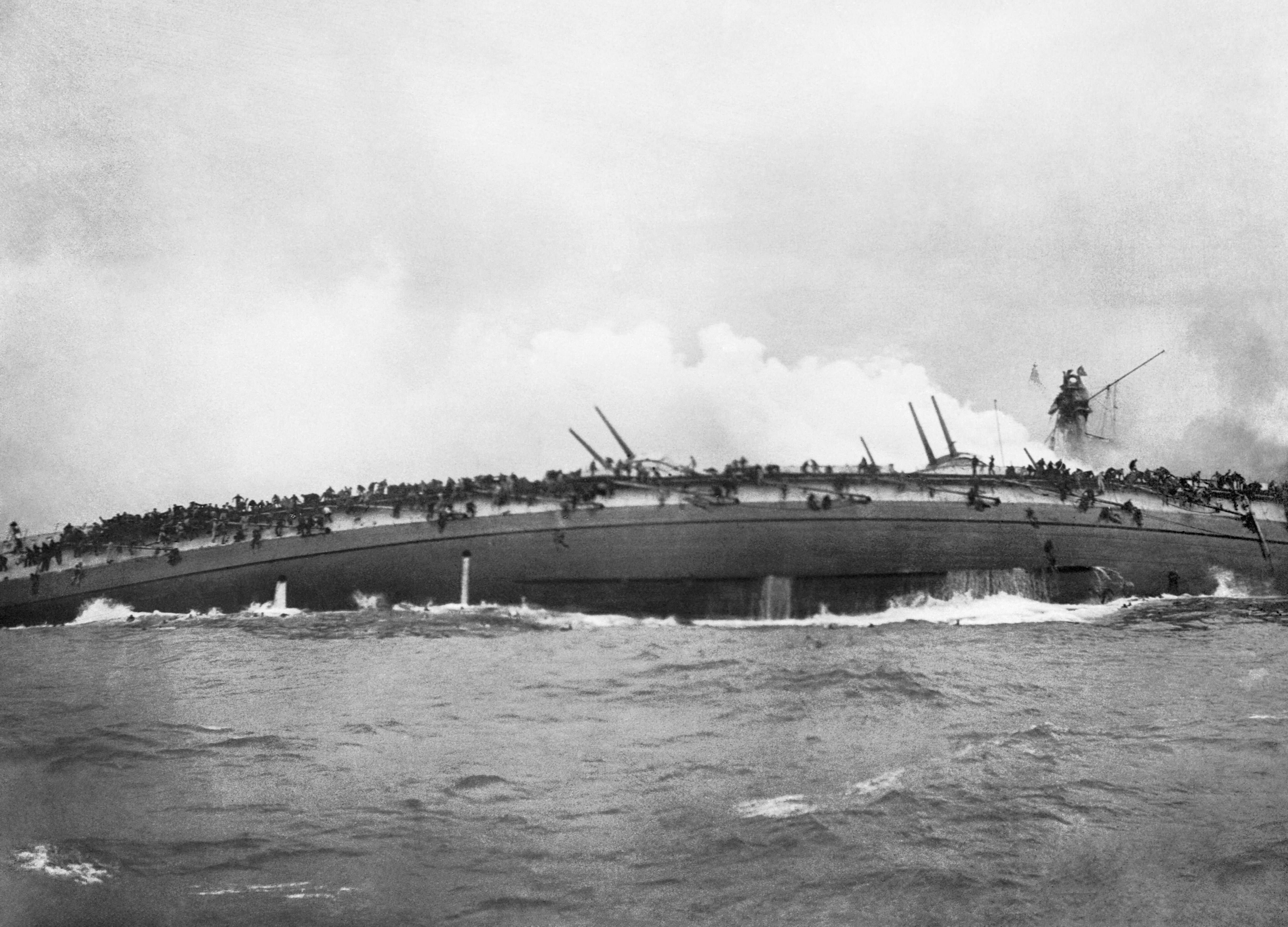
Blücher potápějící se u Doggerbanku

V první světové válce Blücher operoval v Severním moři v sestavě Širokomořského loďstva. Byl součástí předzvědného svazu kontradmirála Franze von Hipper, přesněji její 1. předzvědné skupiny (mimo Blücher ji tvořily bitevní křižníky SMS Seydlitz, SMS Moltke, SMS Von der Tann a SMS Defflinger).
Blücher se účastnil útoku na Yarmouth dne 3. listopadu 1914. Byl to první útok na východoanglické pobřeží po téměř 250 letech – od de Ruyterova nájezdu na Medway roku 1667. Povzbuzeno úspěchem první akce se německé velení rozhodlo naplánovat podobnou akci, při které se zároveň chtělo pokusit vylákat na moře a zničit menší část britské Royal Navy. Ostřelování Scarborough, Hartlepoolu a Whitby nakonec proběhlo 16. prosince 1914 a vyvolalo velké pobouření britské veřejnosti vůči neschopnosti vlastního námořnictva zabránit podobným akcím. Německému námořnictvu se zde rovněž naskytla příležitost střetnout se s malou britskou eskadrou a i Britové později nevyužili své šance zničit celou Hipperovu 1. předzvědnou skupinu. Další nasazení lodi však bylo už jen krátké, jelikož byla 24. ledna 1915 potopena britskými bitevními křižníky v bitvě u Dogger Banku.